# Kumla distrikt, Närke
Kumla distrikt är från 2016 ett distrikt i Kumla kommun och Örebro län.
Distriktet ligger i och omkring Kumla.

## Tidigare administrativ tillhörighet
Distriktet inrättades 2016 och utgörs av en del av området som till 1971 utgjorde Kumla stad och vari Kumla socken uppgick 1967.
Området motsvarar den omfattning Kumla församling hade vid årsskiftet 1999/2000.